# Nils Ehlers
Pour les articles homonymes, voir Ehlers.
Nils Ehlers est un joueur allemand de beach-volley né le 4 février 1994 à Berlin. Il a remporté avec Clemens Wickler la médaille d'argent du tournoi masculin aux Jeux olympiques d'été de 2024, organisés à Paris.